# Cymodoce davieae
Cymodoce davieae är en kräftdjursart som beskrevs av Brian Frederick Kensley och Colin D. Buxton 1984. Cymodoce davieae ingår i släktet Cymodoce och familjen klotkräftor. Inga underarter finns listade i Catalogue of Life.